# Aleksandr Filin
Aleksandr Filin, né le 25 juin 1996 à Simferopol en Ukraine, est un footballeur russe. Il joue au poste de défenseur central au FK Khimki.

## Biographie

### En club

#### Formation en Ukraine et professionnalisme en Russie
Né à Simferopol, Aleksandr Filin est rapidement repéré par un club phare du pays à savoir le Chakhtar Donetsk. En 2015, il quitte le club pour signer au FK Oufa. Il joue son premier match professionnel le 3 décembre 2015 lors d'un match nul 1-1 contre le Zénith Saint-Pétersbourg en Premier Liga. 
Le 30 août 2017, il signe au FKP Nijni Novgorod évoluant en Pervaïa Liga. Il joue son premier match le 6 septembre 2017 face au Spartak Moscou B. Il marque son premier but professionnel le 12 mai 2018 face au FK Avangard Koursk. Il y disputera 25 rencontres pour un but inscrit.

#### FK Khimki
Le 1er juillet 2018, il signe au FK Khimki participant au championnat Pervaïa Liga. Il joue son premier match le 17 juillet 2018 lors d'une victoire 1-0 face à au FK Luch Vladivostok. Filin marque son premier but le 19 avril 2019 face au FK Krasnodar B. Avec son club, il accède à l'élite lors de la saison 2020-2021. Il y jouera au total 115 rencontres pour deux buts inscrits.
Le 21 février 2020, il est prêté au FK Tambov évoluant en Premier Liga. Au total, il disputera neuf rencontres. 

#### Découverte de l'élite avec la KAS Eupen
Le 31 janvier 2023, il signe en faveur du club belge de la KAS Eupen. Il joue son premier match avec sa nouvelle équipe le 10 février 2023 face au KV Malines lors de la 25e journée de Jupiler Pro League.